# Antonio del Valle Ruiz
Antonio del Valle Ruiz (Ciudad de México, 13 de agosto de 1938) es un empresario y banquero mexicano, dueño de Mexichem y accionista del Banco Ve por Más y, previamente de Banco Internacional (Bital) y el Banco de Crédito y Servicio (Bancrecer).
Egresado de la Escuela Bancaria y Comercial es considerado por la revista Forbes es el séptimo hombre más acaudalado de México con una fortuna de 4,940 millones de dólares.[cita requerida]
Fue directivo y accionista del Banco de Crédito y Servicio (Bancrecer) hasta la nacionalización de la banca de 1982. Luego de la reprivatización de los años noventa, del Valle adquirió, a través de Grupo Empresarial Privado Mexicano (Prime), el Banco Internacional con lo que constituiría el Grupo Financiero Bital.
Pero el mayor éxito es Mexichem, empresa que adquirió hace poco más de una década y que hoy es el mayor fabricante de tubos de plástico en el mundo y un productor de químicos clave. Mexichem tiene un valor de mercado cercano a 8,000 MDD, de los que cerca de 4,000 MDD están en manos de Del Valle Ruiz y sus seis hijos.